# Mesodorylaimus mesonyctinus
Mesodorylaimus mesonyctinus är en rundmaskart. Mesodorylaimus mesonyctinus ingår i släktet Mesodorylaimus och familjen Dorylaimidae. Inga underarter finns listade i Catalogue of Life.